# Внутри убийцы (роман)
«Внутри убийцы» (англ. A Killer's Mind) — детективный роман израильского писателя Майка Омера, опубликованный в 2018 году. Первая часть трилогии о психологе-профайлере Зои Бентли, продолжением которой стали романы «Заживо в темноте» и «Глазами жертвы». Книга стала бестселлером и вышла ещё на 17 языках. С 22 февраля 2024 года в онлайн-кинотеатре «Кинопоиск» начал размещаться снятый по её мотивам российский 5-серийный сериал Владимира Мирзоева «Внутри убийцы».

## Сюжет
Зоуи Бентли, психолог-криминалист из ФБР, расследует смерть трех женщин в Чикаго. Их задушили, забальзамировали и оставили в публичных местах в определенных позах — как будто они были живы. ФБР берется за дело и просит Зоуи о помощи, сомневаясь в компетентности местного полицейского профайлера.
У Зоуи появился новый партнер, специальный агент Татум Грей, с которым нелегко работать. Он самодовольный индивидуалист, который не уважает правил. Им нужно найти способ работать вместе, чтобы остановить серийного убийцу, прежде чем погибнет ещё больше женщин. Но это не единственный убийца, о котором думает Зоуи: в детстве она пережила травмирующую историю, связанную с маньяком, и этот опыт имеет какое-то отношение к настоящему.

## Адаптации
Первая телевизионная адаптация книги вышла в феврале 2024 года на стриминговом сервисе «Кинопоиск». Место действия было перенесено из США в российский Санкт-Петербург, главные роли исполнили Анастасия Евграфова и Тихон Жизневский.

## Достижения и критика
Forbes Russia называет книгу самой продаваемой новинкой 2020 года в России, а в 2018 году она обошла произведения Стивена Кинга и Джоан Роулинг в списке бестселлеров Amazon.